# Benjamin Nicolas Marie Appert
Benjamin Nicolas Marie Appert (Paris, 10 de setembro de 1797 – Paris, 17 de janeiro de 1873) foi um filantropo francês. Não deve ser confundido com Nicolas Appert.

## Biografia
Nasceu em Paris. Ainda jovem, introduziu um sistema de ensino mútuo nas escolas regimentais do département do Nord. O sucesso que obteve o levou a publicar um Manual expondo seu sistema. Embora empenhado em ensinar prisioneiros em Montaigu, foi acusado de ter sido conivente com a fuga de dois deles, e foi atirado na prisão de la Force.
Após ser libertado, resolveu dedicar o resto de sua vida a melhorar a condição daqueles cuja sorte ele tinha por um tempo compartilhado, e viajou muito pela Europa com o objetivo de estudar os diversos sistemas prisionais, e escreveu vários livros sobre o assunto. Depois da revolução de 1830 tornou-se secretário da rainha Maria Amélia Teresa, e organizou as medidas tomadas para a ajuda aos necessitados. Foi condecorado com a Legião de Honra em 1833.